# Menekratész (filozófus)
Menekratész (Kr. e. 4. század) görög filozófus, földrajzi író.

## Élete
Eleában tevékenykedett, Xenokratész tanítványa volt. Sztrabón említi, ugyanő sorolja fel néhány földrajzi tárgyú munkáját.